# Kaszgar
Kaszgar (chiń. 喀什; pinyin Kāshí; ujg. قەشقەر, Qeshqer) – miasto na prawach powiatu w zachodnich Chinach, w regionie autonomicznym Sinciang, na zachodnim skraju Kotliny Kaszgarskiej, nad rzeką Kaszgar. Siedziba prefektury Kaszgar. W 2010 roku liczba mieszkańców miasta wynosiła około 506 640. Uznawane za najlepiej zachowane muzułmańskie miasto regionu, główny ośrodek kultury ujgurskiej.
Ośrodek przemysłu spożywczego, skórzanego, tekstylnego, ceramicznego i maszynowego. Regionalne centrum handlu. Znajduje się tu port lotniczy Kaszgar.
Początkowo oaza, następnie miasto na jedwabnym szlaku. Kaszgar pozostawał pod kontrolą chińską za czasów dynastii Han oraz Tang, później przechodził okresy panowania ujgurskiego (od X wieku do XI) oraz mongolskiego (od XIII wieku). Włączony z powrotem do Chin w 1758 roku. W latach 1862–1875 miasto było kontrolowane przez rebelianckie państwo Jakuba Bega i pełniło rolę jego stolicy. W latach 1933–1934 stolica Pierwszej Republiki Wschodniego Turkiestanu.

## Architektura
Choć w ostatnim dwudziestoleciu było sukcesywnie wyburzane i zastępowane nowoczesną zabudową, w Kaszgarze zachowało się stare miasto – niektóre domy liczą sobie nawet 500 lat. Dominuje tam tradycyjna dwupiętrowa zabudowa, ściany takich budynków są grube, wykonane z osiny i cegieł mułowych, zazwyczaj gołe z zewnątrz, za to od strony dziedzińca przyzdobione wyrobami snycerskimi oraz tkaninami. We wschodniej części zachowały się ponad 500-letnie mury miejskie liczące 10 metrów wysokości, część starego miasta jest także otoczona murami wybudowanymi współcześnie.

## Turystyka
Jedną z ważniejszych atrakcji turystycznych Kaszgaru jest dzień targowy – niedziela. Na głównym bazarze miasta gromadzi się wtedy najwięcej handlarzy i kupujących a nieco dalej od centrum miasta odbywa się targ zwierząt hodowlanych, na który przyjeżdżają hodowcy z całego regionu, co czyni go niezwykle zatłoczonym.